# Ignazio Lanza di Trabia
Ignazio Lanza Spinelli Branciforte dei principi di Trabia (Sorrento, 22 agosto 1890 – Talmassons, 1º novembre 1917) è stato un militare e aviatore italiano, distintosi particolarmente nel corso della prima guerra mondiale dove fu decorato di tre medaglie d'argento al valor militare. Nel corso del conflitto aveva partecipato ad oltre cento voli di ricognizione sulle linee nemiche.

## Biografia
Nacque a Sorrento il 22 agosto 1890, figlio del principe Pietro e di Giulia Florio. Dopo la fine degli studi secondari si iscrisse alla facoltà di giurisprudenza, ma al termine del secondo anno di studi decise di arruolarsi come soldato volontario nel Regio Esercito, assegnato all'arma di cavalleria in forza al Reggimento Piemonte Reale di stanza a Roma. Dopo lo scoppio della guerra italo-turca, nel dicembre del 1911 sostenne gli esami per divenire ufficiale di complemento, e nel gennaio 1912 svolse il servizio di prima nomina, partendo successivamente per Tripoli, in Libia.
Al rientrò in Italia chiese, ed ottenne, di passare in servizio permanente effettivo e frequentò la Scuola di formazione di fanteria di Parma e poi la Scuola Applicazione di Cavalleria di Pinerolo. per essere poi assegnato al 9º Reggimento "Lancieri di Firenze". Nel novembre 1914 fu assegnato in forza al neocostituito 30º Reggimento "Cavalleggeri di Palermo" con cui, dopo l'entrata in guerra del Regno d'Italia combatte nella fasi iniziali delle operazioni sul fronte giulio.
Chiesto, ed ottenuto, di transitare nel Servizio Aeronautico in qualità di osservatore d'aeroplano, dopo l'apposito corso fu assegnato nel 1916 dapprima alla 5ª Squadriglia da ricognizione e combattimento di Chiasiellis, inizialmente dotata di velivoli Voisin III, poi trasformatasi nella 25ª Squadriglia il 15 aprile 1916 a Pozzuolo del Friuli. Si distinse particolarmente durante i voli di ricognizione sull'Istria (febbraio 1916), sulla baia di Muggia e sui moli del porto di Trieste (ottobre 1916). Nel marzo 1917, mentre effettuava un volo di ricognizione volando a bordo con l'aspirante pilota Giorgio Orsini, l'aereo venne attaccato da caccia nemici e gravemente danneggiato. Usando la mitragliatrice egli riuscì a difendere brillantemente il velivolo, abbattendo un aereo nemico, e consentendo al pilota di rientrare alla base. Cinque mesi dopo, durante una missione a bassa quota sul Monte Stol, il Caporale pilota Alfonso Prudenza rimase gravemente ferito dallo scoppio di una granata antiaerea. Manovrando con difficoltà, riuscì ad assumere il controllo dell'aereo portandolo ad atterrare dietro le linee italiane dell'Isonzo.
Dopo l'infausto esito della battaglia di Caporetto ottenne il trasferimento ai reparti da bombardamento e venne assegnato alla 1ª Squadriglia Caproni.
Il mattino del 1º novembre 1917 decollò da San Pelagio (Due Carrare) a bordo del Caproni Ca.33, matricola 2338, pilotato dai tenenti Giampiero Clerici e Ignazio De Lorenzi, coadiuvati dal mitragliere Cosimo Pisanello. Intercettato da aerei avversari il bombardiere venne abbattuto in prossimità di Flumignano di Talmassons.
L'autore dell'abbattimento risulta incerto, in quanto la vittoria venne suddivisa fra il Vizefeldwebel Uberschar della Jasta 39 tedesca, in collaborazione con l'austro-ungarico Hans Happack della Flik 39. Dopo la fine del conflitto gli fu intitolato l'aeroporto militare di Fontanarossa, a Catania.
Sempre in un'azione militare, il 21 agosto 1918, morirà anche il fratello, Manfredi Lanza di Trabia, nato nel 1894, tenente del 2º Reggimento "Piemonte Reale Cavalleria".

## Riconoscimenti
In memoria dei due fratelli Ignazio e Manfredi Lanza di Trabia è stato intitolato l'ospedale Casa del Sole e un padiglione dell'Ospizio Marino, entrambi a Palermo.